# José Geraldo da Cruz
José Geraldo da Cruz AA (* 8. August 1941 in Muriaé, Minas Gerais; † 4. April 2022 ebenda) war ein brasilianischer Ordensgeistlicher und römisch-katholischer Bischof von Juazeiro.

## Leben
José Geraldo da Cruz besuchte das Kleine Seminar der Assumptionisten in Eugenópolis. Anschließend trat er der Ordensgemeinschaft der Assumptionisten bei und legte am 14. März 1961 die Profess ab. Er studierte Philosophie am Noviziat seiner Ordensgemeinschaft in Santiago de Chile und Katholische Theologie an der Pontifícia Universidade Católica de Minas Gerais in Belo Horizonte. Als Diakon wurde José Geraldo da Cruz gemeinsam mit drei anderen französischen Assumptionisten-Patres vom 28. November 1968 bis zum 5. Februar 1969 in Belo Horizonte inhaftiert, weil ihnen die brasilianische Militärregierung unter Führung von Artur da Costa e Silva Subversion vorwarf. Am 1. Mai 1969 empfing er in Belo Horizonte das Sakrament der Priesterweihe.
Von 1969 bis 1970 war José Geraldo da Cruz zunächst als Pfarrvikar in Eugenópolis tätig, bevor er dort das Centro Comunitário de Promoção Humana (CCPH) gründete und dessen Direktor wurde. Von 1978 bis 1987 war er Superior der Region Rio de Janeiro seiner Ordensgemeinschaft. Danach wirkte er an der Generalkurie der Assumptionisten als Generalassistent für Lateinamerika. Ab 2000 war José Geraldo da Cruz Provinzial der brasilianischen Ordensprovinz.
Papst Johannes Paul II. ernannte ihn am 4. Juni 2003 zum Bischof von Juazeiro. Die Bischofsweihe spendete ihm der Erzbischof von Mariana, Luciano Pedro Mendes de Almeida SJ, am 16. August desselben Jahres in Eugenópolis; Mitkonsekratoren waren Célio de Oliveira Goulart OFM, Bischof von Cachoeiro de Itapemirim, und sein Amtsvorgänger José Rodrigues de Souza CSsR. Die Amtseinführung im Bistum Juazeiro fand am 30. August desselben Jahres statt. Sein Wahlspruch Venha a nós o vosso Reino („Dein Reich komme zu uns“) stammt aus dem Vaterunser. Als Bischof setzte sich José Geraldo da Cruz besonders für die Ausbildung eines einheimischen Klerus ein. Ferner wurden unter seiner Führung die Seniorenpastoral und die Hochschulseelsorge im Bistum Juazeiro etabliert.
Papst Franziskus nahm am 7. September 2016 seinen altersbedingten Rücktritt an. Danach lebte José Geraldo da Cruz weiterhin in Juazeiro und wirkte dort als Seelsorger. Er starb am 4. April 2022 in einem Krankenhaus in Muriaé an einem Herzinfarkt und wurde auf dem dortigen Friedhof beigesetzt.